# Воронін Олександр Трохимович
Олександр Трохимович Воронін (11 листопада 1930 ) — радянський футболіст, нападник.

## Біографія
Починав грати в КФК за ОБО Київ (1951). У 1952—1953 роках виступав за клуб в класі «Б» і став з командою півфіналістом Кубка СРСР 1952 року.
У 1954 провів два матчі у вищій лізі СРСР за московський ЦБЧА — в серпні виходив на заміну в матчах проти «Локомотива» (Харків) і «Динамо» (Київ).
Надалі грав в класі «Б» за київське ОДО (1955—1956) та харківський «Авангард» (1957—1958) та в КФК за харківське «Торпедо» (1958—1959).